# Бакса, Карел
Карел Бакса (чеш. Karel Baxa; 24 июня 1862, Седльчани[…] — 5 января 1938[…], Прага[…]) — чешский политический деятель, юрист, первый председатель Конституционного суда Чехословакии, староста и приматор Праги. Знаменитый своими антисемитскими взглядами (представлял семью убитой Анежки Грузовой во время процесса Гилснера).

## Биография

### Молодость и образование
Родился в Седльчани в семье директора местной школы Яна Баксы. Мать, Франтишка Пуйманова, дочь купца и трактирщика из Гумполца. Её брат  Ян Пуйман (?–1878), был мужем Йоханы Непомуцены Гавличковой (1832–1913), младшей сестры Карела Гавличка Боровского. У него было пять братьев и сестер (четыре брата и сестра).
Окончив в 1881 году академическую гимназию в Праге, Карел Бакса поступил на юридический факультет Карлова университета в Праге. Окончил учёбу в 1887 году. Затем он работал судебным чиновником (аускультантом) в Таборе, Хебе и Пршимде. С 1891 года работал адвокатом в Праге, а в 1896 году открыл собственную адвокатскую контору. В качестве адвоката участвовал во многих судебных процессах против редакторов чешской прессы. С 1892 года издавал радикальный еженедельник «Radikální listy».

### Политическая деятельность

#### Австро-Венгерский период
С 1892 года стал участвовать в политической деятельности, как член клуба Национальной партии свободомыслящих (Младочехи). В 1895–1913 годах он был депутатом Чешского земельного собрания от городской группы Колина.
26 марта 1903 года стал депутатом Палаты депутатов Рейхсрата от городской курии избирательного округа «Прага Старе-Место», вместо Квида Бельского. На выборах в 1907 году был избран депутатом Палаты депутатов Рейхсрата, которые проводились уже на основе всеобщего избирательного права, без курий, от избирательного округа «Богемия 001». Был переизбран в том же округе на выборах 1911 года. Оставался депутатом вплоть до конца существования империи. В мае 1906 года числился одним из шести членов фракции «Чешского национального социального единства» (нем. National-sozial-böhmische Vereinigung) в Рейхсрате. После выборов 1907 года он вступил во фракцию Союза чешских национально-социальных, радикально-прогрессивных и конституционных депутатов. После выборов 1911 года стал членом фракции Чешских национальных социалистов. 
В начале политической карьеры был членом младочехов, к комитету которых он присоединился в 1892 году. Однако уже на земельных выборах в Богемии в 1895 году, он баллотировался как радикальный независимый кандидат против официального младочешского кандидата Калаша. Он смог победить его и затем несколько лет был беспартийным внефракционным депутатом в собрании. В 1898 году на заседании собрания, в рамках подготовки обращения собрания по случаю 50-летия правления императора Франца Иосифа I, предложил резкий проект текста речи, в которой бы упоминалось о конституционных чаяниях чешской нации. Однако, будучи радикалом-одиночкой, он не смог продвинуть свою версию текста. В этот период обострения чешско-немецкой конфронтации в Богемии он позиционировал себя как националист и противник компромиссной политики, проводимой Младочехами, действия которой он охарактеризовал хуже, чем политику Старочехов до 1890 года.
В феврале 1899 года Бакса вместе с Алоисом Рашиным и несколькими другими политиками учредил Конституционно-радикальную партию (до этого это было скорее радикальное крыло младочехов без организационной структуры). Толчком к созданию партии послужило разочарование молодых чешских националистов в умеренной политике Младочехов, лидер которых Йозеф Кайзл, вошел в то время в имперское правительство и стал министром финансов Цислейтании. Партия определяла себя как националистическая, антисоциалистическая и, как следует из её названия, была недвусмысленным сторонником чешской конституционной программы, то есть уважения чешского государства как исторического образования, отличного от Австрии. Бакса стал председателем партии, а также основал радикальную газету «Независимость», позже «Радикальные новости». Бакса был председателем партии до 1908 года, когда он покинул её вместе с частью своих однопартийцев и сторонников и объединился с Радикально-прогрессивной партией, вместе с которой образовал Конституционную-прогрессивную партию. Однако в 1911 году он также покинул её и вступил в Чешскую национал-социальную партию, в которой оставался до конца своей жизни.

#### Дело Гилснера
В 1899 году представлял семью убитой Анежки Грузовой на суде над еврейским юношей Леопольдом Гилснером, поэтому связанные с ним антисемитские выступления получили название «Хильснериада». Тогда профессор Томаш Масарик выступил против обвинения в ритуальном убийстве.

#### Чехословацкий период
После создания независимого Чехословацкого государства, 15 июня 1919 года был избран Старостой Праги. 1 января 1922 года стал первым Приматором Праги после создания Большой Праги. Переизбирался на посту приматора трижды, ушёл в отставку только 5 апреля 1937 года по причине старости. Будучи главой города, был характеризован как способный администратор и организатор. 
Во времена так называемой «Инсигниады», он в качестве приматора Праги стоял на стороне чешских студентов, которые требовали выполнения Закона № 135/1920 «об отношении пражских университетов», который предусматривал, что Чешский университет в Праге был продолжением старого Карлова университета, и поэтому Каролинум, университетский архив, знаки отличия, книги и другие памятники этого университета являются собственностью Чешского Карлова университета и должны быть возвращены ему Немецким Пражским университетом.
В 1921 году сталл первым председателем Конституционного суда Чехословакии. Он также был членом различных других ассоциаций и учреждений (например, председателем совета директоров чешского банка или председателем чешского лыжного клуба).

### Смерть
29 декабря 1937 года во время поездки в автомобиле по тогдашней набережной Масарика (от Карловых бань до Национального театра), с трамвайной остановки на проезжую часть вышел семнадцатилетний ученик. Водитель резко затормозил, из-за чего Бакса получил ранение головы и руки. Перед Новым годом он и его друзья участвовали в открытии нового предприятия в бывшем монастыре Святого Гавела. Однако в Новый год у него случился инсульт, и он скончался во время нового удара в ночь на 5 января 1938 года. Следствие не обнаружило связи между аварией и смертью Баксы, поэтому неосторожный молодой человек был приговорен в марте 1938 года к условному наказанию только за причинение лёгких телесных повреждений.
Урна с прахом усопшего хранится в небольшом зале крематория Страшнице, в строительстве которого большой вклад внёс Карел Бакса.

## Семья
Женился 8 октября 1905 года на дочери мэра хорватского города Опатия Амелии Йуркович (1882—1976). По официальным данным, брак был бездетным до 1913 года.
Построил семейный дом в Йиловиште. Муж его единственной дочери Евы Баксовой-Райсовой, Стефан Райс, был коммунистическим министром юстиции в правительстве Антонина Запотоцкого. 
Будучи приматором города, дружил с пражской семьей предпринимателей Гавеловых. Во время визита Баксы Вацлава М. Гавела на плёнку был записан его кадр с Вацлавом Гавелом в 1930-х годах.